# 身體基模
身体基模是一个應用於多個學科的概念，包括心理学、神经科学、哲学、运动医学和机器人学。神经学家亨利·海德爵士最初将其定义为身体的姿势模型，透過「將最終感覺到的身體位置或方位拉抬到意識中，並與過去的事件聯繫起來」该模型可以积极地组织和修改「傳入的感官脈衝所產生的印象」。身体基模是追踪肢体位置的姿势模型，在动作控制中起着重要的作用。它涉及中心（大脑过程）和周圍系统（感觉，本体感受）的各个層面。因此，身体基模可以被視為記錄过程的集合，记录一个人在空间中身体部位的姿势。基模隨著身体移动而更新，这过程通常是无意识的，主要用于组织空间動作。因此，它是身体空间屬性的實踐表徵，包括肢体长度、肢体片段、排列，片段在空間中的配置以及身体表面的形状。在人类对工具的整合和使用上，身体基模也扮演著重要的角色。
身体基模也逐渐与身体图像產生明確的區別。 